# Abrothrix jelskii
Abrothrix jelskii är en däggdjursart som först beskrevs av Thomas 1894.  Abrothrix jelskii ingår i släktet Abrothrix och familjen hamsterartade gnagare. Inga underarter finns listade. Artepitet i det vetenskapliga namnet hedrar den polsk-vitryska naturforskaren Konstantyn Jelski.
Denna gnagare förekommer i Anderna i Sydamerika. Utbredningsområdet sträcker sig från centrala Peru över västra Bolivia till norra Chile och norra Argentina. Arten vistas mellan 2200 och 5000 meter över havet. Habitatet utgörs av gräsytor, buskskogar, klippiga områden och jordbruksmark.